# Lorenzo Lodici
Lorenzo Lodici (Brescia, 16 aprile 2000) è uno scacchista italiano, grande maestro, campione italiano nel 2018.
Ha vinto la Mitropa Cup con la rappresentativa italiana nel 2021.
Da maggio 2023 è stabilmente tra i primi cinque giocatori italiani per ranking.

## Biografia
È cresciuto a Chioggia dove si è diplomato presso l'Istituto d'Istruzione Superiore Giuseppe Veronese.
Si è laureato in ingegneria meccanica all'Università degli Studi di Padova nel settembre 2023, poi ha trovato presto lavoro per una azienda di Padova che si occupa di produzione di impianti galvanici e a partire dal 2024 dirige la sede olandese della stessa a Emmen (Paesi Bassi), dove attualmente risiede.

## Carriera
Nel 2012 ha vinto il Campionato italiano under 12, nel 2015 il Campionato italiano under 16 e, dopo aver conseguito il titolo di Maestro internazionale nel 2016, il Campionato italiano under 20 nel 2017
Dopo aver ottenuto il titolo di maestro internazionale nel 2016, ha ottenuto il massimo titolo internazionale nel 2021, diventando il ventunesimo grande maestro italiano.
Nel novembre 2018 ha vinto il Campionato italiano assoluto a Salerno, prevalendo sul Grande Maestro Alberto David agli spareggi rapid per 2-0. La vittoria del titolo italiano gli valse anche la prima norma di grande maestro.
Nel dicembre 2019 sale sul gradino più basso del podio al Campionato italiano assoluto di Padova, prevalendo sul grande maestro Luca Moroni agli spareggi.
Nel 2020 viene battuto in finale dal grande maestro Alessio Valsecchi al Campionato Italiano Assoluto Online.
Nel giugno 2021 disputa a Villorba la prima edizione del Festival Holiday La Marca Open nel quale arriva primo a pari merito con i GM Max Warmerdam e Bence Korpa. Realizzando 7 punti su 9 nel torneo ottiene la sua seconda norma da grande maestro.
Nel settembre del 2021 ottiene la terza e ultima norma di grande maestro, totalizzando 6,5 punti su 9 al campionato italiano a squadre di Montesilvano.
Nel marzo 2022 prende parte al 1° Grandiscacchi Cattolica International: chiude nel gruppo di testa a 6,5 su 9, la vittoria va per spareggio tecnico a S. L. Narayanan.
Nel 2023, in febbraio vince a Bassano del Grappa la Vergani Cup con 7 su 9, superando per spareggio tecnico lo sloveno Jan Subelj; in marzo vince il  Festival di Primavera, di nuovo a Bassano, con 8 punti su 9.. In ottobre vince il torneo di Hoogeveen imbattuto, con 8 punti su 9..
Nel gennaio 2024 giunge primo a pari merito nella NordWest-Cup in Bad Zwischenahn, ma superato per spareggio tecnico da Alberto Barp. In febbraio a Stabbestad (Norvegia) vince il torneo Kragero Resort con 7/9..  Nel marzo 2024 è ancora primo a pari merito nel prestigioso Torneo open di Cappelle-la-Grande con 7,5/9, ma superato da Abhimanyu Puranik per spareggio tecnico .
Nel 2025, in agosto vince la 23ª edizione del Torneo di Spilimbergo (edizione record in Italia per aver superato 500 giocatori iscritti), imbattuto con 7 punti su 9, superando per spareggio tecnico altri sette giocatori . 
Ha ottenuto il proprio record nella lista FIDE di ottobre 2024 con un punteggio Elo di 2575 punti, che lo ha inserito al secondo posto tra gli italiani dietro Daniele Vocaturo.
A gennaio 2025 è il giocatore numero 2 in Italia con 2574 punti, lo supera solo Daniele Vocaturo, precede il 3° Francesco Sonis .

### Nazionale
Ha vestito i colori della nazionale italiana alle Olimpiadi degli scacchi due volte nelle edizioni del 2022 e del 2024, oltre che all'edizione online del 2020: dal 2022 al 2024 ha vinto 10 partite, pareggiate 6 e perse 3. Vanta, inoltre, tre convocazioni al campionato europeo a squadre e quattro alla Mitropa Cup.
Nel maggio del 2021 vince la Mitropa Cup con l'Italia, totalizzando 4,5 punti su 8 in quinta scacchiera.